# Ashley Hans Scheirl
Ashley Hans Scheirl, auch Hans Angela Scheirl, geboren als Angela Scheirl (* 1956 in Salzburg), ist eine österreichische Transgender-Person, die in den Bereichen Malerei, Konzept-, Mixed-Media-, Performance, Body-Art- und Videokunst tätig ist. Sie tritt oft in Zusammenarbeit mit Jakob Lena Knebl auf.

## Ausbildung
Von 1966 bis 1974 besuchte Scheirl das Bundesgymnasium für Mädchen in Salzburg. Anschließend studierte die Transgender-Person an der Akademie der bildenden Künste Wien. 1980 folgte der Abschluss des Studiums mit dem Diplom in Konservierung und Restaurierung. Von 2001 bis 2003 legte Scheirl die Masterprüfung am Master of Art Studies am Fine Art at Central Saint Martins College of Art and Design in London ab. Von 2006 bis 2022 hatte Ashley Hans Scheirl eine Professur für kontextuelle Malerei an der Akademie der bildenden Künste Wien inne.

## Werk
Die ersten Filme aus den 1980er und 1990er Jahren entstanden an den Schnittstellen zwischen Experimentalfilm, Aktionen im öffentlichen Raum, Performance lesbischer und queerer Sexualität. Diese Filme sind beim österreichischen Filmverleih sixpackfilm gelistet. Die frühen wichtigen Arbeiten trugen maßgeblich zur Entwicklung der Konzeptkunst in Österreich bei.
Scheirl setzt sich mit der Libido der Ökonomie auseinander. Geschlecht ist bei Scheirl ein künstlerisches Thema. In Scheirls Arbeit geht es um geschlechtliche Identität, die als fragil empfunden wird. Der künstlerische Wechsel vom Film zur Malerei war begleitet von einer körperlichen Metamorphose der eigenen Physis. Durch Testosteroninjektionen wurde der weibliche Körper ein männlicher. Ermutigt von den künstlerischen Erfolgen der Metamorphose emanzipierte Scheirl sich erneut von der Geschlechtsidentifikation. Kunst ist für Scheirl ein Experimentierfeld für das Leben und deren Veränderungen.
Für die Biennale Venedig 2022 gestalteten Jakob Lena Knebl und Ashley Hans Scheirl den Österreich-Pavillon.
Ashley Hans Scheirl lebt mit ihrer Lebenspartnerin Jakob Lena Knebl und arbeitet in Wien.

## documenta 14 Beitrag Kassel, Athen
Scheirl war in Athen mit einer Gemäldeserie vertreten, die sich einer zertrümmerten surrealistischen Formsprache bediente.
In der Neuen Galerie in Kassel zeigte Scheirl das Bild Glorious Restraint aus der Serie Painters Parody von 2016 und drei Videos aus der Serie TV-Drawings von 1980 bis 1981. Die drei Videos zeigen eine Performance. Scheirl durchsticht eine Leinwand. Die Videos betrachtet Scheirl als Fußnote zu ihrer Malerei.

## Zitat
„Interpersonelles Handeln beruht unter anderem auf intrapersonellen Handlungskompetenzen und agiert stets seine Beziehung zu Tod, Verlust und Werden aus.“

## Ausstellungen
- documenta 14, Athen, Kassel

## Auszeichnungen
- 2019: Österreichischer Kunstpreis für Bildende Kunst[8]